# Sfântul Ambrozie
Sfântul Ambrozie, în latină Sanctus Ambrosius, în italiană Sant'Ambrogio, în engleză Saint Ambrose, (* ca. 339, Colonia Augusta Treverorum, azi Trier - † 4 aprilie 397, Mediolanum, azi Milano) a fost un episcop, teolog și unul din cei patru părinți ai Bisericii Apusene, doctor al Bisericii.

## Activitate
A făcut studii literare și juridice și a început să cerceteze învățătura creștină. După terminarea studiilor a practicat câțiva ani avocatura iar la vârsta de 34 de ani a ajuns guvernator al provinciilor Emilia și Liguria, din nordul Italiei, cu sediul la Milano.
În anul 374, episcopul de Milano a murit, creștinii s-au adunat să aleagă un nou episcop, dar din cauza disputelor între creștini și arieni nu se putea ajunge la un numitor comun. Intervenția guvernatorului Ambrozie în această problemă a făcut ca mulțimea să-l aleagă episcop și, cu toată împotrivirea sa, a fost ratificat ca episcop de împărat și de episcopii apropiați. Astfel, la 24 noiembrie 374, Ambrozie a fost botezat, iar la 7 decembrie 374 a fost consacrat episcop și înscăunat ca întâistătător al Episcopiei de Milano.
Pentru a-și completa cultura teologică, Ambrozie a studiat intens operele lui Origene, operele sfinților părinți greci și îndeosebi Biblia, pe care a învățat-o aproape pe de rost. 
A câștigat încrederea tinerilor împărați Grațian și Valentinian al II-lea, precum și a împăratului Teodosie I, care preferau să locuiască la Milano; el le era părinte spiritual și nu a ezitat să-l oprească pe Teodosie I de a intra în biserică după masacrul de pedepsire a populației din Tesalonic, până când nu a făcut pocăință publică. 
Sfântul Ambrozie, contemporan cu Papa Liberiu, a îndemnat-o pe sora sa, Marcela, (Marcelina?) care primise vălul monastic chiar de la Papa Liberiu, să cinstească memoria fericitului Liberiu, deoarece a fost un om foarte sfânt iar mijlocirea lui dobândește haruri. Aceste cuvinte au restabilit în timp adevărata dimensiune a lui Papa Liberiu, care fusese calomniat mult timp, din cauza păcatului de a ceda presiunii împăratului roman, condamnându-l pe Atanasie din Alexandria.

## Scrieri
De la Sfântul Ambrozie au rămas scrieri dogmatice, scripturale, tratate de morală, de ascetism și 91 de scrisori. Reconsiderând toate ideile expuse de scriitorul roman, Ambrozie demonstrează că religia creștină poate asimila, fără a fi în primejdie să altereze mesajul său, toate valorile naturale pe care lumea păgână, îndeosebi cea romană, a știut să le exprime.

## Sărbători
Sfântul Ambrozie se stinge în ziua de 4 aprilie 397, dar cuvântul său aprins luminează și astăzi, fiind unul dintre marii Sfinți Părinți ai Bisericii.
- în calendarul latin: 7 decembrie
- în calendarul bizantin: 7 decembrie (sub numele „Sf. Ambrozie al Mediolanului”)
- în calendarul lutheran: 4 aprilie
- în calendarul anglican: 7 decembrie

## Bibliografie

Divi Ambrosii Episcopi Mediolanensis Omnia Opera, 1527